# Te fermentat
El te fermentat, també conegut com a te post-fermentat o te fosc, és una classe de te que ha estat sotmès a fermentació microbiana durant alguns mesos o fins i tot anys. L'exposició de les fulles de te a la humitat i a l'oxigen durant el procés també provoca la endooxidació (derivada dels enzims que contenen les fulles de te) i l'oxidació (catalitzada per microbis). Les fulles de te i el licor fet a partir d'aquestes s'enfosqueixen amb l'oxidació. És per això que els diferents tipus de tes fermentats produïts a la Xina també es coneixen com a te fosc i no s'han de confondre amb el te negre. El te fermentat més famós és el pu-erh, produït a la província xinesa de Yunnan, i el te fosc anhua, produït al comtat d'Anhua, a la província xinesa de Hunan. La fermentació de les fulles de te altera la química d'aquest, afectant les qualitats organolèptiques d'aquest. La fermentació afecta l'olor del té, i generalment suavitza el seu sabor, reduint l'astringència i l'amargor alhora que en millora la sensació a la boca. Els microbis també poden produir metabolits beneficiosos per la salut. La fermentació es realitza principalment mitjançant motlles. En el procés de fermentació del pu-erh es va identificar com a principal organisme microbià l'Aspergillus niger, malgrat que alguns estudis amb anàlisi PCR-DGGE defensen que el principal agent de fermentació és l'Aspergillus luchuensis. La majoria de tes fermentats es produeixen a la Xina, tot i que algunes varietats com ara el com ara el lahpet, un te fermentat que es menja, es fan a l'estat de Shan (Birmània), altres varietats es fan al Japó i al nord de Tailàndia on, per exemple, es fan tes en escabetx similars al lahpet.

## Història
La història primerenca del te fermentat no és clara del tot, però existeixen diverses llegendes i algunes teories creïbles. Per exemple, una llegenda sosté que el te fosc es va produir accidentalment a la ruta de la seda i a la ruta del te per caravanes de te durant la temporada de pluges. Quan el te estava moll, els transportadors de te l'abandonaven per por a que pogués fer-se malbé i contaminar la resta de mercaderia. L'any següent, les aldees properes a la ruta varen patir disenteria i decidiren prendre el te florit que havia estat abandonat. La llegenda conclou que el te va curar aquells que en prengueren i ràpidament es va fer popular.
Alguns apunts històrics atribueixen la primera producció de te a la dinastia Ming, durant els segles xv i xvi. El cert és que el te podria haver estat comercialitzat molt abans en la zona fronterera entre la Xina i el Tibet.

## Varietats
Els tes fermentats poden classificar-se d'acord amb la manera que són produïts.
Els tes post-fermentats xinesos i el Toyama kurocha japonès es fermenten amb fongs naturals en condicions relativament seques. Altres tes fermentats, anomenats tes en escabetx, fermenten en un procés humit, amb bacteris de l'àcid làctic. Els tes en escabetx inclouen el miang tailandès i el awabancha japonès. Una tercera categoria que inclou el goishicha i l'ishizuchi-kurocha japonesos es produeix seguint successivament els dos mètodes.

### Xina

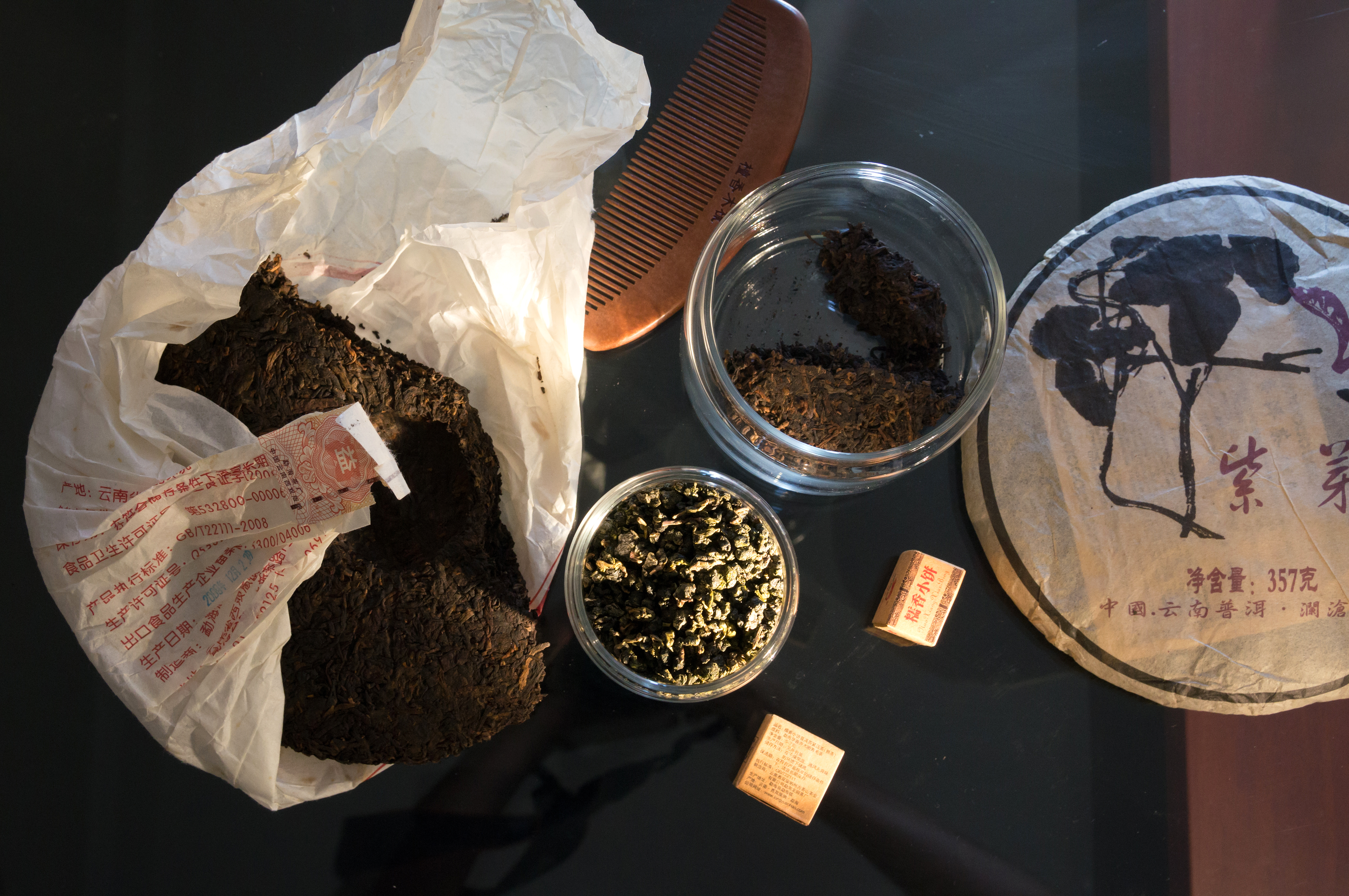
Pu-erh cha, Yunnan

El te fermentat s'originà a la Xina, on es coneix com a hei cha (黑茶) que vol dir te fosc. Aquest tipus de te es produeix en moltes zones de la Xina, sobretot a les províncies càlides del sud. Sol pressionar-se amb maons per a la seva maduració. Les principals àrees i varietats inclouen:
- Yunnan: Pu-erh cha (雲南普洱茶).
- Hunan: Fu Zhuan cha (湖南茯磚茶 (黑茶) i el famós Fu Zhuan (茯磚茶).
- Guangxi: Liu Bao cha (廣西六堡茶, a vegades comercialitzat com a 松黑茶).
- Anhui: Liu An cha (安徽六安籃茶).
- Sichuan: Lu Bian cha (四川路边茶).
- Hubei: Qing Zhuan cha (湖北青砖茶).

### Japó
Al Japó s'hi produeixen diverses varietats de te fermentat. El kurocha de la prefectura de Toyama és un te similar als post-fermentats xinesos; es prepara tradicionalment bullint-lo en aigua, agregant-li sal i removent amb una batedora. Es consumeix en ocasions religioses. Lawabancha (阿波 番 茶) es produeix a la prefectura de Tokushima i està fet de bantxa, o fulles de te de segon floriment, amb fermentació bacteriana. S'ha provat que aquest te conté vitamina B₁₂, tot i que en quantitats insignificants per a dietes humanes. El goishicha (碁石茶) d'Otoyo (Kochi) i lishuzuchi-kurocha es produeixen als peus del mont Ishizuchi, a la prefectura d'Ehime; es produeixen per una fermentació en dues passes: la primera amb fongs aeròbics i la segona amb bacteris anaeròbics.

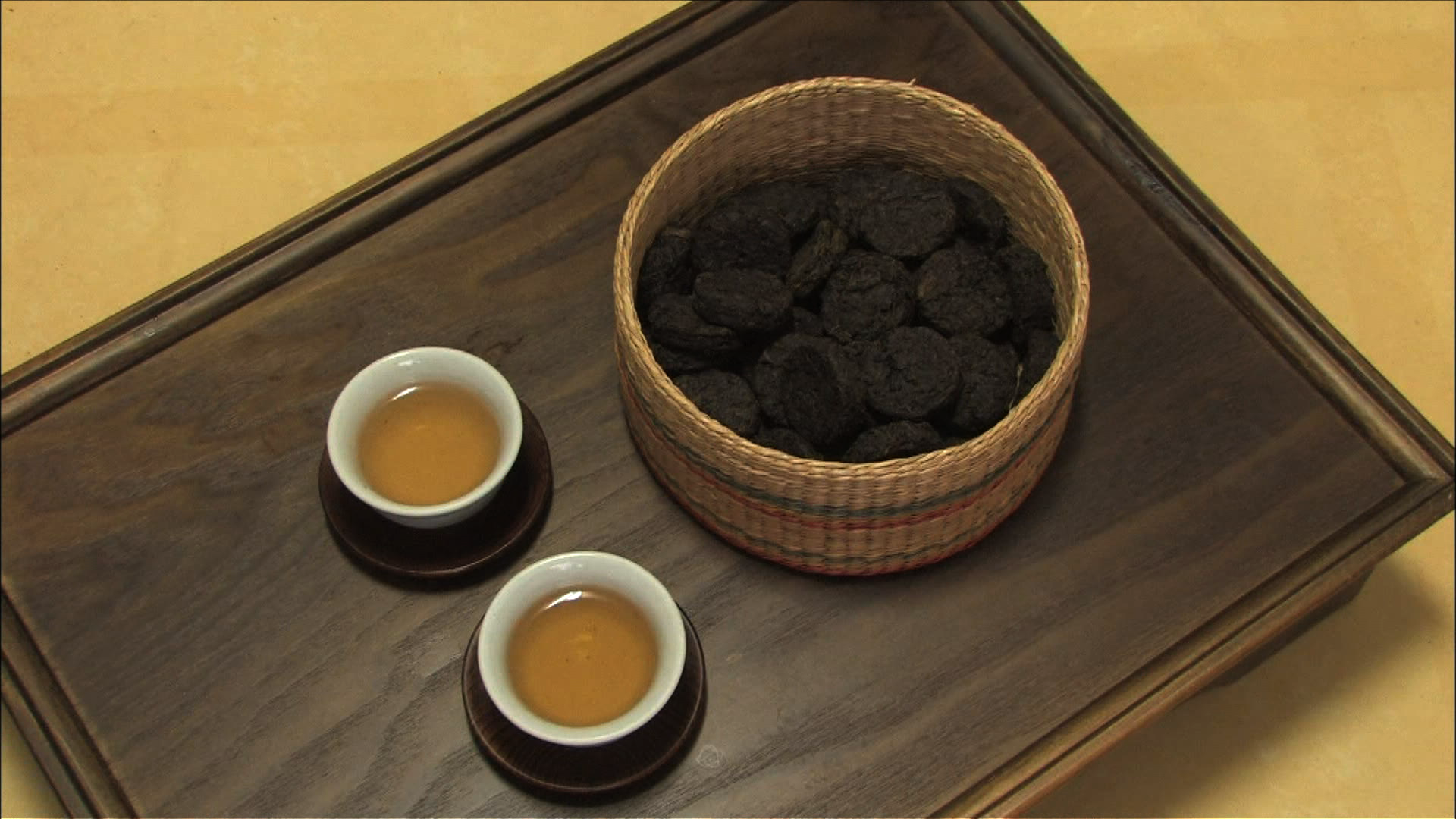
Tteokcha

### Corea

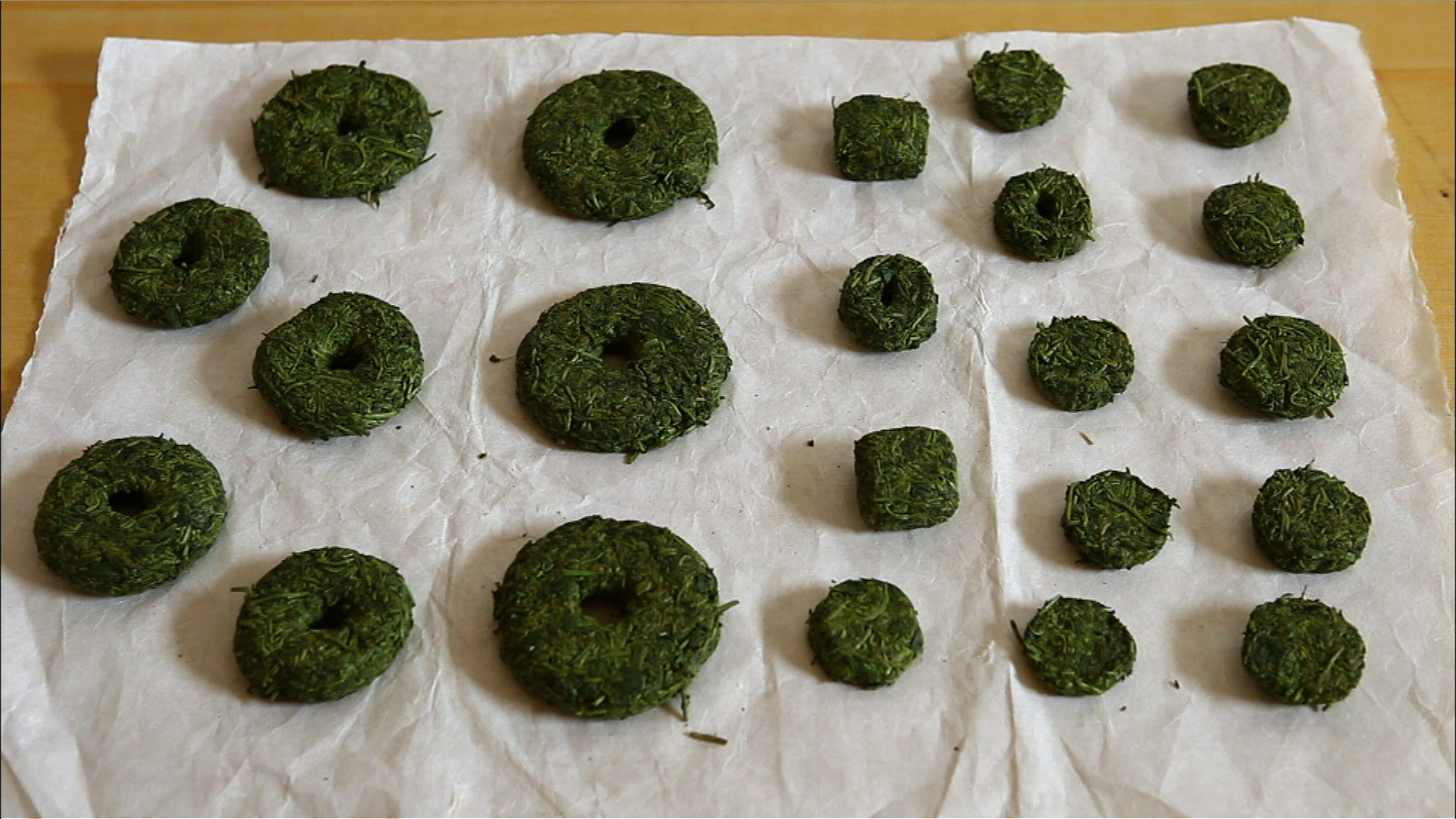
Tteokcha: diferents tipus de comercialització.

El tteokcha (떡차; lit. "pastís de te"), també anomenat byeongcha (병차; 餠 茶; lit. "pastís de té"), va ser el tipus de te més produït i consumit de la Corea pre-moderna. El te premsat en forma de yeopjeon (monedes amb forats coreanes) s'anomenava doncha (돈차; lit. "te diner"), o cheongtaejeon (청태 전; 靑 lit. "moneda de molsa verda"). El borim-cha (보림차; 寶林茶) o Borim-baengmo-cha (보림백모차; 寶林白茅茶), anomenat pel seu origen, el temple Borim de Jangheung (província de Jeolla del Sud), és un te popular de la varietat tteokcha.

## Producció
Molts tes fermentats no arriben al mercat llests per al consum. Poden començar a vendre's com a tes verds o tes parcialment oxidats que poden oxidar-se lentament i sotmetre's a fermentació microbiana amb el pas dels anys (comparable als vins que es venen per a criança a les bodegues). Alternativament, els tes fermentats es poden crear ràpidament a través d'un procés de maduració que dura alguns mesos, com passa amb la majoria de pu-erh. Aquesta maduració es duu a terme a través d'un procés controlat similar al compostament, on la humitat i la temperatura del te es controlen. El producte és el te final.
Els tes fermentats solen vendre's com a te comprimit de diferents morfologies. Incloent blocs, discs, bols o bolets. Els tes fermentats poden madurar-se durant anys per a millorar el seu sabor, de la mateixa manera que els vins. Els pu-erh crus poden madurar-se fins a 50 anys sense que disminueixi la qualitat. Molts tibetans i habitants de l'Àsia central usen els tes fermentats com a font de calories i micronutrients: bullint el te amb mantega de iac, sucre i sal fan te de mantega de iac.

## Maduració i emmagatzematge
Els tes post-fermentats normalment esdevenen més valuosos amb l'edat. El te fosc sol madurar-se en cistelles de bambú o en el seu embalatge original. Moltes varietats de te fosc es maduren en lloc humits per afavorir el creixement de certs fongs, sovint anomenats jinhua (金花) o flors daurades a conseqüència del seu color groc lluent.